# EF9345

El EF9345 de SGS-Thomson Microelectronics, Inc., va ser un microprocessador semigràfic per al control d'imatge de vídeo, en un encapsulat DIP de 40 pins. Va ser utilitzat principalment en les microordinadors francesos Matra Alice 32 i Matra Alice 90. Era compatible amb el MC6847 (usat en el Matra Alice original) i capaç d'exhibir 8 colors, 128 caràcters alfanumèrics i 128 caràcters semigràfics, posseint un mode semigràfic, dues modes text i vuit modes gràfics. Era encara capaç d'accedir a 16 KiB de VRAM, mentre que el project de maquinari del Matra Alice 32 i 90 només han fet ús de 8 KiB.

## Controladors de vídeo semblants
- MC6847
- MC6845